# Mistrzowie horroru
Mistrzowie horroru (ang. Masters of Horror) – serial grozy tworzony przez reżyserów gatunku od 2005 roku. Powstały dwa sezony. Każdy sezon zawiera 13 odcinków. Serial został nagrodzony nagrodą Emmy.

## Wersja polska[2]
Tekst polski: Piotr Kacprzak

Czytał: 
- Janusz Kozioł (odc. 1-6),
- Maciej Gudowski (odc. 7-25)

## Pierwszy sezon

### Cigarette Burns
- tytuł oryginalny: Cigarette Burns
- reżyseria: John Carpenter
- scenariusz: Drew McWeeny, Scott Swan
- na podstawie: –
- obsada:
  - Udo Kier
  - Norman Reedus
  - Christopher Redman

### Incydent na górskiej trasie
- tytuł oryginalny: Incident On and Off a Mountain Road
- reżyseria: Don Coscarelli
- scenariusz: Don Coscarelli, Stephen Romano
- na podstawie: –
- obsada:
  - Bree Turner
  - Angus Scrimm
  - Ethan Embry

### Piętno
- tytuł oryginalny: Imprint
- reżyseria: Takashi Miike
- scenariusz: Daisuke Tengan
- na podstawie: –
- obsada:
  - Billy Drago
  - Michie Itô

### Taniec umarłych
- tytuł oryginalny: Dance of the Dead
- reżyseria: Tobe Hooper
- scenariusz: Richard C. Matheson
- na podstawie: własnego opowiadania
- obsada:
  - Robert Englund
  - Jonathan Tucker

### Koszmar w domu wiedźmy
- tytuł oryginalny: Dreams in the Witch House
- reżyseria: Stuart Gordon
- scenariusz: Stuart Gordon, Dennis Paoli
- na podstawie: opowiadania H.P. Lovecrafta
- obsada:
  - Ezra Godden
  - Chelah Horsdal

### Czekolada
- tytuł oryginalny: Chocolate
- reżyseria: Mick Garris
- scenariusz: Mick Garris
- na podstawie: własnego opowiadania
- obsada:
  - Henry Thomas
  - Matt Frewer

### Chora dziewczyna
- tytuł oryginalny: Sick Girl
- reżyseria: Lucky McKee
- scenariusz: Sean Hood, Lucky McKee
- na podstawie: --
- obsada:
  - Angela Bettis
  - Erin Brown
  - Jesse Hlubik

### Jasnowłose dziecko
- tytuł oryginalny: The Fair Haired Child
- reżyseria: William Malone
- scenariusz: Matt Greenberg
- na podstawie: –
- obsada:
  - Lindsey Pulsipher
  - Jessie Haddock
  - Lori Pretty
  - William Samples

### Autostopowiczka
- tytuł oryginalny: Pick Me Up
- reżyseria: Larry Cohen
- scenariusz: David J. Schow(inne języki)
- na podstawie: –
- obsada:
  - Michael Moriarty
  - Fairuza Balk
  - Warren Kole

### Opowieść Haeckela
- tytuł oryginalny: Haeckel's Tale
- reżyseria: John McNaughton
- scenariusz: Mick Garris
- na podstawie: opowiadania Clive’a Barkera
- obsada:
  - Derek Cecil
  - Tom McBeath
  - Leela Savasta
  - Jon Polito

### Kobieta Jeleń
- tytuł oryginalny: Deer Woman
- reżyseria: John Landis
- scenariusz: John Landis, Max Landis
- na podstawie: –
- obsada:
  - Ezra Godden
  - Chelah Horsdal

### Powrót do domu
- tytuł oryginalny: Homecoming
- reżyseria: Joe Dante
- scenariusz: Sam Hamm(inne języki)
- na podstawie: –
- obsada:
  - Jon Tenney
  - Robert Picardo

### Jenifer
- tytuł oryginalny: Jenifer
- reżyseria: Dario Argento
- scenariusz: Steven Weber
- na podstawie: –
- obsada:
  - Steven Weber
  - Carrie Fleming

## Drugi sezon

### Przeklęty
- tytuł oryginalny: The Damned Thing
- reżyseria: Tobe Hooper
- scenariusz: Richard C. Matheson
- na podstawie: –
- obsada:
  - Sean Patrick Flanery
  - Ted Raimi

### Futerka
- tytuł oryginalny: Pelts
- reżyseria: Dario Argento
- scenariusz: Matt Venne
- na podstawie: opowiadania F. Paula Wilsona
- obsada:
  - Meat Loaf
  - John Saxon

### Rodzinka
- tytuł oryginalny: Family
- reżyseria: John Landis
- scenariusz: Brent Hanley
- na podstawie: –
- obsada:
  - Meredith Monroe
  - Matt Keeslar
  - George Wendt

### Wygrana
- tytuł oryginalny: The V Word
- reżyseria: Ernest Dickerson
- scenariusz: Mick Garris
- na podstawie: –
- obsada:
  - Michael Ironside
  - Arjay Smith
  - Branden Nadon

### Pragnienie Ciszy
- tytuł oryginalny: Sounds Like
- reżyseria: Brad Anderson
- scenariusz: Brad Anderson
- na podstawie: opowiadania Mike’a O’Driscolla
- obsada:
  - Chris Bauer
  - Laura Margolis

### Obrońcy życia
- tytuł oryginalny: Pro-Life
- reżyseria: John Carpenter
- scenariusz: Drew McWeeny i Scott Swan
- na podstawie: –
- obsada:
  - Ron Perlman
  - Emannuelle Vaugiere
  - Mark Feuerstein

### Sposób na szkodnika
- tytuł oryginalny: The Screwfly Solution
- reżyseria: Joe Dante
- scenariusz: Sam Hamm
- na podstawie: opowiadania Jamesa Tiptree Jr.
- obsada:
  - Jason Priestley
  - Elliott Gould

### Valerie na schodach
- tytuł oryginalny: Valerie on the Stairs
- reżyseria: Mick Garris
- scenariusz: Mick Garris
- na podstawie: opowiadania Clive’a Barkera
- obsada:
  - Christopher Lloyd
  - Tony Todd
  - Clare Grant

### Prawo do śmierci
- tytuł oryginalny: Right to Die
- reżyseria: Rob Schmidt
- scenariusz: John Esposito
- na podstawie: –
- obsada:
  - Martin Donovan
  - Robin Sydney
  - Corbin Bernsen

### Wszyscy wołają o lody
- tytuł oryginalny: We All Scream for Ice Cream
- reżyseria: Tom Holland
- scenariusz: John Farris(inne języki)
- na podstawie: opowiadania Johna Farrisa(inne języki)
- obsada:
  - William Forsythe
  - Lee Tergesen

### Czarny kot
- tytuł oryginalny: The Black Cat
- reżyseria: Stuart Gordon
- scenariusz: Dennis Paoli i Stuart Gordon
- na podstawie: opowiadania Edgara Allana Poe
- obsada:
  - Jeffrey Combs
  - Elyse Levesque

### Wymarzony rejs
- tytuł oryginalny: Dream Cruise
- reżyseria: Norio Tsuruta
- scenariusz: Naoya Takayama i Norio Tsuruta
- na podstawie: filmu Kōjiego Suzuki
- obsada:
  - Daniel Gillies
  - Ryō Ishibashi
  - Miho Ninagawa

### Bractwo Waszyngtona
- tytuł oryginalny: The Washingtonians
- reżyseria: Peter Medak
- scenariusz: Richard Chizmar i Johnathon Schaech
- na podstawie: opowiadania Bentleya Little
- obsada:
  - Johnathon Schaech
  - Saul Rubinek
  - Venus Terzo

## Mistrzowie horroruw Polsce
W Polsce Mistrzów horroru można było oglądać na kanale Cinemax. Polski dystrybutor Carisma Entertainment Group od 2007 roku wydawał miesięcznie po dwa odcinki serialu w magazynie Kino Grozy Extra. Oprócz wydania „gazetowego” Mistrzów horroru można kupować również w edycji z dodatkami i w innym pudełku.